# Dolenje Karteljevo
Dolenje Karteljevo je naselje u slovenskoj Općini Novom Mestu. Dolenje Karteljevo se nalazi u pokrajini Dolenjskoj i statističkoj regiji Jugoistočnoj Sloveniji. 

## Stanovništvo
Prema popisu stanovništva iz 2002. godine naselje je imalo 132 stanovnika.